# Carlos del Barrio
Carlos del Barrio (Santander, 15 agosto 1968) è un copilota di rally spagnolo, nel 2018 gareggia in coppia con Dani Sordo.

## Palmarès

### Vittorie nel WRC
| Nº | Anno | Rally                 | Pilota     | Vettura               | Squadra                     |
| -- | ---- | --------------------- | ---------- | --------------------- | --------------------------- |
| 1  | 2013 | 31º Rally di Germania | Dani Sordo | Citroën DS3 WRC       | Citroën Total Abu Dhabi WRT |
| 2  | 2019 | 16º Rally di Sardegna | Dani Sordo | Hyundai i20 Coupe WRC | Hyundai Shell Mobis WRT     |
| 3  | 2020 | 17º Rally di Sardegna | Dani Sordo | Hyundai i20 Coupe WRC | Hyundai Shell Mobis WRT     |

## Risultati nel mondiale rally

### WRC
| 1991 | Scuderia         | Vettura         |  |  |  |  |  |  |  |  |  |  |  |  |    |  |  |  | Punti | Pos. |
| ---- | ---------------- | --------------- |  |  |  |  |  |  |  |  |  |  |  |  | -- |  |  |  | ----- | ---- |
| 1991 | Escudería Purroy | Peugeot 205 GTI |  |  |  |  |  |  |  |  |  |  |  |  | 12 |  |  |  | 0     |      |

| 1992 | Scuderia             | Vettura         |  |  |  |  |  |  |  |  |  |  |  |  |     |  |  |  | Punti | Pos. |
| ---- | -------------------- | --------------- |  |  |  |  |  |  |  |  |  |  |  |  | --- |  |  |  | ----- | ---- |
| 1992 | Peugeot Talbot Sport | Peugeot 309 GTI |  |  |  |  |  |  |  |  |  |  |  |  | Rit |  |  |  | 0     |      |

| 1994 | Scuderia | Vettura                 |  |   |  |    |  |     |     |  |    |  |  |  |  |  |  |  | Punti | Pos. |
| ---- | -------- | ----------------------- |  | - |  | -- |  | --- | --- |  | -- |  |  |  |  |  |  |  | ----- | ---- |
| 1994 |          | Ford Escort RS Cosworth |  | 8 |  | 12 |  | Rit | Rit |  | 17 |  |  |  |  |  |  |  | 0     |      |

| 1995 | Scuderia         | Vettura        |  |  |  |  |  |  |     |  |  |  |  |  |  |  |  |  | Punti | Pos. |
| ---- | ---------------- | -------------- |  |  |  |  |  |  | --- |  |  |  |  |  |  |  |  |  | ----- | ---- |
| 1995 | Citroën Hispania | Citroën ZX 16V |  |  |  |  |  |  | Rit |  |  |  |  |  |  |  |  |  | 0     |      |

| 1996 | Scuderia   | Vettura            |  |  |  |  |     |  |     |  |    |  |  |  |  |  |  |  | Punti | Pos. |
| ---- | ---------- | ------------------ |  |  |  |  | --- |  | --- |  | -- |  |  |  |  |  |  |  | ----- | ---- |
| 1996 | SEAT Sport | SEAT Ibiza Kit Car |  |  |  |  | Rit |  | Rit |  | 15 |  |  |  |  |  |  |  | 0     |      |

| 1997 | Scuderia         | Vettura            |  |  |  |  |     |  |  |  |  |  |  |  |  |  |  |  | Punti | Pos. |
| ---- | ---------------- | ------------------ |  |  |  |  | --- |  |  |  |  |  |  |  |  |  |  |  | ----- | ---- |
| 1997 | Citroën Hispania | Citroën ZX Kit Car |  |  |  |  | Rit |  |  |  |  |  |  |  |  |  |  |  | 0     |      |

| 1998 | Scuderia            | Vettura               |  |  |  |  |     |  |  |  |  |  |     |  |  |  |  |  | Punti | Pos. |
| ---- | ------------------- | --------------------- |  |  |  |  | --- |  |  |  |  |  | --- |  |  |  |  |  | ----- | ---- |
| 1998 | Automobiles Citroën | Citroën Xsara Kit Car |  |  |  |  | Rit |  |  |  |  |  | Rit |  |  |  |  |  | 0     |      |

| 1999 | Scuderia | Vettura                 |  |    |  |     |    |  |  |  |  |  |  |  |  |  |  |  | Punti | Pos. |
| ---- | -------- | ----------------------- |  | -- |  | --- | -- |  |  |  |  |  |  |  |  |  |  |  | ----- | ---- |
| 1999 |          | SEAT Ibiza Kit Car Evo2 |  | 46 |  | Rit | 39 |  |  |  |  |  |  |  |  |  |  |  | 0     |      |

| 2000 | Scuderia | Vettura          |  |  |  |  |     |  |  |  |  |  |  |  |  |  |  |  | Punti | Pos. |
| ---- | -------- | ---------------- |  |  |  |  | --- |  |  |  |  |  |  |  |  |  |  |  | ----- | ---- |
| 2000 |          | SEAT Córdoba WRC |  |  |  |  | Rit |  |  |  |  |  |  |  |  |  |  |  | 0     |      |

| 2002 | Scuderia                         | Vettura           |  |  |  |  |    |  |  |  |  |  |   |  |  |  |  |  | Punti | Pos. |
| ---- | -------------------------------- | ----------------- |  |  |  |  | -- |  |  |  |  |  | - |  |  |  |  |  | ----- | ---- |
| 2002 | Citroën Sport e Piedrafita Sport | Citroën Xsara WRC |  |  |  |  | 12 |  |  |  |  |  | 6 |  |  |  |  |  | 1     | 19º  |

| 2004 | Scuderia | Vettura                                      |  |  |  |  |  |  |  |     |  |    |  |  |  |    |    |  | Punti | Pos. |
| ---- | -------- | -------------------------------------------- |  |  |  |  |  |  |  | --- |  | -- |  |  |  | -- | -- |  | ----- | ---- |
| 2004 |          | Mitsubishi Lancer Evo VII e Citroën C2 S1600 |  |  |  |  |  |  |  | Rit |  | 19 |  |  |  | 13 | 20 |  | 0     |      |

| 2005 | Scuderia             | Vettura                             |  |  |    |  |  |  |  |    |    |    |   |    |  |   |   |     | Punti | Pos. |
| ---- | -------------------- | ----------------------------------- |  |  | -- |  |  |  |  | -- | -- | -- | - | -- |  | - | - | --- | ----- | ---- |
| 2005 | OMV World Rally Team | Citroën Xsara WRC e Peugeot 206 WRC |  |  | 12 |  |  |  |  | 10 | 10 | 12 | 9 | 11 |  | 7 | 4 | Rit | 7     | 16º  |

| 2006 | Scuderia      | Vettura           |   |   |     |     |   |    |   |   |    |     |  |   |   |   |   |   | Punti | Pos. |
| ---- | ------------- | ----------------- | - | - | --- | --- | - | -- | - | - | -- | --- |  | - | - | - | - | - | ----- | ---- |
| 2006 | Kronos Racing | Citroën Xsara WRC | 9 | 7 | Rit | Rit | 6 | 17 | 4 | 8 | 14 | Rit |  | 7 | 4 | 7 | 4 | 5 | 32    | 7º   |

| 2007 | Scuderia                       | Vettura                                   |  |  |  |  |  |  |  |  |  |  |  |    |    |  |  |  | Punti | Pos. |
| ---- | ------------------------------ | ----------------------------------------- |  |  |  |  |  |  |  |  |  |  |  | -- | -- |  |  |  | ----- | ---- |
| 2007 | JAS Motorsport e Twister Corse | Honda Civic Type-R R3 e Peugeot 207 S2000 |  |  |  |  |  |  |  |  |  |  |  | 20 | 10 |  |  |  | 0     |      |

| 2010 | Scuderia | Vettura                  |  |  |     |  |  |  |  |  |  |  |  |  |  |  |  |  | Punti | Pos. |
| ---- | -------- | ------------------------ |  |  | --- |  |  |  |  |  |  |  |  |  |  |  |  |  | ----- | ---- |
| 2010 |          | Mitsubishi Lancer Evo IX |  |  | Rit |  |  |  |  |  |  |  |  |  |  |  |  |  | 0     |      |

| 2011 | Scuderia      | Vettura                    |  |  |  |  |   |  |  |     |   |  |   |   |    |  |  |  | Punti | Pos. |
| ---- | ------------- | -------------------------- |  |  |  |  | - |  |  | --- | - |  | - | - | -- |  |  |  | ----- | ---- |
| 2011 | Mini WRC Team | Mini John Cooper Works WRC |  |  |  |  | 6 |  |  | Rit | 3 |  | 2 | 4 | 20 |  |  |  | 59    | 8º   |

| 2012 | Scuderia                                                 | Vettura                                         |   |     |  |    |     |  |   |  |   |  |     |  |   |  |  |  | Punti | Pos. |
| ---- | -------------------------------------------------------- | ----------------------------------------------- | - | --- |  | -- | --- |  | - |  | - |  | --- |  | - |  |  |  | ----- | ---- |
| 2012 | Mini WRC Team, Prodrive WRC Team e Ford World Rally Team | Mini John Cooper Works WRC e Ford Fiesta RS WRC | 2 | Rit |  | 11 | Rit |  | 6 |  | 9 |  | Rit |  | 9 |  |  |  | 35    | 12º  |

| 2013 | Scuderia                                                  | Vettura         |   |     |   |    |   |   |   |   |   |  |   |     |   |  |  |  | Punti | Pos. |
| ---- | --------------------------------------------------------- | --------------- | - | --- | - | -- | - | - | - | - | - |  | - | --- | - |  |  |  | ----- | ---- |
| 2013 | Abu Dhabi Citroën Total WRT e Citroën Total Abu Dhabi WRT | Citroën DS3 WRC | 3 | Rit | 4 | 12 | 9 | 2 | 4 | 5 | 1 |  | 2 | Rit | 7 |  |  |  | 123   | 5º   |

| 2014 | Scuderia | Vettura        |  |  |  |     |  |  |  |  |  |  |  |  |  |  |  |  | Punti | Pos. |
| ---- | -------- | -------------- |  |  |  | --- |  |  |  |  |  |  |  |  |  |  |  |  | ----- | ---- |
| 2014 |          | Ford Fiesta R2 |  |  |  | Rit |  |  |  |  |  |  |  |  |  |  |  |  | 0     |      |

| 2018 | Scuderia                | Vettura               |     |  |   |    |   |   |  |  |     |  |  |   |  |  |  |  | Punti | Pos. |
| ---- | ----------------------- | --------------------- | --- |  | - | -- | - | - |  |  | --- |  |  | - |  |  |  |  | ----- | ---- |
| 2018 | Hyundai Shell Mobis WRT | Hyundai i20 Coupe WRC | Rit |  | 2 | 43 | 3 | 4 |  |  | Rit |  |  | 5 |  |  |  |  | 71    | 8º   |

| 2019 | Scuderia                | Vettura               |  |  |    |   |    |  |     |   |  |   |   |  |    |  |  |  | Punti | Pos. |
| ---- | ----------------------- | --------------------- |  |  | -- | - | -- |  | --- | - |  | - | - |  | -- |  |  |  | ----- | ---- |
| 2019 | Hyundai Shell Mobis WRT | Hyundai i20 Coupe WRC |  |  | 94 | 4 | 64 |  | 235 | 1 |  | 5 | 5 |  | 34 |  |  |  | 89    | 8º   |

| 2020 | Scuderia                | Vettura               |  |  |     |  |  |    |    |  |  |  |  |  |  |  |  |  | Punti | Pos. |
| ---- | ----------------------- | --------------------- |  |  | --- |  |  | -- | -- |  |  |  |  |  |  |  |  |  | ----- | ---- |
| 2020 | Hyundai Shell Mobis WRT | Hyundai i20 Coupe WRC |  |  | Rit |  |  | 15 | 35 |  |  |  |  |  |  |  |  |  | 42    | 8º   |

| 2021 | Scuderia                | Vettura                                        |   |    |    |    |    |  |    |  |    |  |    |  |  |  |  |  | Punti | Pos. |
| ---- | ----------------------- | ---------------------------------------------- | - | -- | -- | -- | -- |  | -- |  | -- |  | -- |  |  |  |  |  | ----- | ---- |
| 2021 | Hyundai Shell Mobis WRT | Hyundai i20 Coupe WRC e Škoda Fabia Rally2 Evo | 5 | 33 | 17 | 18 | 11 |  | 20 |  | 33 |  | 23 |  |  |  |  |  | 11    | 18º  |

| 2022 | Scuderia             | Vettura                                       |  |  |  |    |    |  |  |  |  |  |  |    |  |  |  |  | Punti | Pos. |
| ---- | -------------------- | --------------------------------------------- |  |  |  | -- | -- |  |  |  |  |  |  | -- |  |  |  |  | ----- | ---- |
| 2022 | Hyundai Motorsport N | Hyundai i20 N Rally2 e Škoda Fabia Rally2 Evo |  |  |  | 31 | 33 |  |  |  |  |  |  | 36 |  |  |  |  | 0     |      |

| Legenda | 1º posto | 2º posto | 3º posto | A punti | Senza punti | Ritirato | Squalificato | NP=Non partito C=Gara cancellata | Apice=Power stage |

### WRC-2
| 2022 | Scuderia             | Vettura                                       |  |  |  |    |    |  |  |  |  |  |  |    |  |  |  |  | Punti | Pos. |
| ---- | -------------------- | --------------------------------------------- |  |  |  | -- | -- |  |  |  |  |  |  | -- |  |  |  |  | ----- | ---- |
| 2022 | Hyundai Motorsport N | Hyundai i20 N Rally2 e Škoda Fabia Rally2 Evo |  |  |  | 14 | 22 |  |  |  |  |  |  | 21 |  |  |  |  | 0     |      |

| Legenda | 1º posto | 2º posto | 3º posto | A punti | Senza punti | Ritirato | Squalificato | NP=Non partito C=Gara cancellata | Apice=Power stage |

### WRC-2 Junior
| 2022 | Scuderia             | Vettura                                       |  |  |  |   |   |  |  |  |  |  |  |    |  |  |  |  | Punti | Pos. |
| ---- | -------------------- | --------------------------------------------- |  |  |  | - | - |  |  |  |  |  |  | -- |  |  |  |  | ----- | ---- |
| 2022 | Hyundai Motorsport N | Hyundai i20 N Rally2 e Škoda Fabia Rally2 Evo |  |  |  | 3 | 9 |  |  |  |  |  |  | 12 |  |  |  |  | 0     |      |

| Legenda | 1º posto | 2º posto | 3º posto | A punti | Senza punti | Ritirato | Squalificato | NP=Non partito C=Gara cancellata | Apice=Power stage |

### WRC-3
| 2021 | Scuderia | Vettura                |  |    |   |   |   |  |    |  |    |  |   |  |  |  |  |  | Punti | Pos. |
| ---- | -------- | ---------------------- |  | -- | - | - | - |  | -- |  | -- |  | - |  |  |  |  |  | ----- | ---- |
| 2021 |          | Škoda Fabia Rally2 Evo |  | 13 | 6 | 6 | 4 |  | 71 |  | 94 |  | 6 |  |  |  |  |  | 47    | 7º   |

| Legenda | 1º posto | 2º posto | 3º posto | A punti | Senza punti | Ritirato | Squalificato | NP=Non partito C=Gara cancellata | Apice=Power stage |